# Сандора
ТОВ «Сандора» — український виробник соків, нектарів, соковмісних продуктів, газованих напоїв та снеків. З 2007 року входить до складу PepsiCo.
«Сандора» є найбільшим в Україні виробником соків та сокової продукції. До структури компанії входять два виробничі комплекси у Миколаївській області: завод із переробки свіжих фруктів, овочів і виробництва соків в с. Миколаївське та завод із виробництва соків, газованих напоїв, холодного чаю та снеків у с. Мішково-Погорілове.
«Сандора» виготовляє натуральні фруктові та плодоовочеві соки, нектари, газовані напої, снеки, а також чипси Lay's. Продукція компанії Сандора експортується до близько 20 країн світу.
Соки Sandora визнавалися соковим брендом № 1. Протягом 11 років поспіль бренд Sandora ставав переможцем конкурсу «Вибір року» в номінації «Сік року».
Бренд Sandora зайняв 15-те місце у рейтингу найпопулярніших брендів України 2013 року і другий рядок рейтингу ТОП-100 найбагатших національних торговельних марок України 2017 року.
На підприємствах ТОВ «Сандора», як і на всіх підприємствах PepsiCo в Україні, впроваджена система управління якістю ДСТУ ISO 9001, а також система управління харчовою безпекою ДСТУ ISO 22000.

## Історія
1995 року литовські бізнесмени Ігор Беззуб і Раймондас Туменас надали стартовий капітал для реалізації бізнес-плану викладачу Миколаївського університету кораблебудування Сергію Сипку. У новоствореній компанії по 45 % належало Беззубу і Туменасу, 10 % — Сипку. Вже наступного року було випущено перший пакет продукції на придбаному заводі в с. Миколаївське. У 2000 році розпочав роботу цех пюре та напівфабрикатів.
У 2006 році було збудовано новий сучасний виробничий комплекс № 2 у с. Мішково-Погорілове, на якому випускається продукція у пакуванні ПЕТ і Tetra Pak. На кінець 2006 року компанія мала частку в 45,6 % українського ринку соків.
2007 року укладено одну з найвагоміших угод на ринку FMCG в Україні вартістю у 678 млн доларів. PepsiCo придбала найбільшого виробника соків — компанію «Сандора». Це дало можливості для розбудови виробництва в Україні, налагодження процесу переробки сезонних овочів та фруктів за рахунок подальших інвестицій. Так, у період з 2009 по 2010 рік розпочато випуск газованих напоїв Pepsi, 7UP та холодного чаю Lipton Ice Tea. У 2014 році запущено снекову лінію з виробництва сухариків XpyмTeam, а також розпочато виробництва напою Mirinda. У 2019 році на виробничих потужностях компанії розпочато виробництво чипсів Lay's.

## Підприємства
Виробничі потужності компанії «Сандора» включають у себе:
- Промисловий комплекс № 1 з переробки та виробництва сокової продукції у селі Миколаївське в Миколаївській області. Тут працюють лінії розливу виробництва Tetra Pak. На заводі працює цех пюре та концентрованих соків, ділянка асептичного зберігання продукції. Власний склад напівфабрикатів дає змогу зберігати річний запас пюре та концентрованих соків для потреб виробництва. На потужностях промислового комплексу № 1 також ведеться переробка фруктів та овочів, розвивається виробництво снеків.
- Промисловий комплекс № 2 з виробництва продукції у селі Мішково-Погорілове Миколаївської області. Площа заводу — 60 тис. кв. м. На заводі у 2009 році відкрилися лінії виробництва газованих напоїв, працює автоматизований купажний цех. У 2013 році на ВК № 2 встановлена власна система очищення стічних вод, що здатна переробляти 4000 м³ промислових стоків на добу та повертати чисту воду у довкілля[7].

На підприємствах ТОВ «Сандора» в Миколаївській області впроваджені сучасні стандарти виробництва та санітарного контролю. Завдяки інвестиціям PepsiCo в Україні, компанія «Сандора» обладнала свої підприємства сучасними, максимально автоматизованими виробничими лініями.

### Торгові марки
- Соки й нектари: Sandora, Садочок.
- Напої: Pepsi, 7UP, Mirinda, Lipton Ice Tea.
- Снеки: ХрумTeam, Lay's, Cheetos, Doritos.
- Молочна продукція: Агуня, Марійка, Слов'яночка, Чудо